# Осато (посёлок)
Осато (яп. 大郷町 О:сато-тё:) — посёлок в Японии, находящийся в уезде Курокава префектуры Мияги. Площадь посёлка составляет 82,02 км², население — 8653 человека (31 июля 2014), плотность населения — 105,50 чел./км².

## Географическое положение
Посёлок расположен на острове Хонсю в префектуре Мияги региона Тохоку. С ним граничат город Осаки, посёлки Тайва, Рифу, Мацусима и село Охира.

## Население
Население посёлка составляет 8653 человека (31 июля 2014), а плотность — 105,50 чел./км². Изменение численности населения с 1980 по 2005 годы:
| 1980 | 10 172 чел. |  |
| 1985 | 10 465 чел. |  |
| 1990 | 10 426 чел. |  |
| 1995 | 10 220 чел. |  |
| 2000 | 9768 чел.   |  |
| 2005 | 9424 чел.   |  |

## Символика
Деревом посёлка считается сосна, цветком — рододендрон, птицей — обыкновенная кукушка.